# Thomas McMeekin
Thomas Doodputlee McMeekin (31 de dezembro de 1866 – 24 de outubro de 1946) foi um velejador britânico e campeão olímpico. Ele competiu nos Jogos Olímpicos de Verão de 1908 em Londres e ganhou a medalha de prata na classe de 6 metros. A medalha de ouro foi conquistada pelo seu timoneiro G. U. Laws, que também projetou o barco (Dormy).